# Атически диалект
Атическият старогръцки диалект е престижният диалект (разновидност) на старогръцкия език и е бил говорен в Атика, което включва и Древна Атина.
От старогръцките диалекти той е най-близък до по-сетнешното койне и неговата стандартна форма на езика се изучава в курсовете по старогръцки език (най-често в класическите училища и университетите). В някои случаи е включван в йонийския, а в България е познат като атическо-йонийски диалект.